# 小涌谷站
小涌谷站（日语：／ Kowakidani eki */?）是位於神奈川縣足柄下郡箱根町小涌谷，屬於小田急箱根鐵道線（箱根登山電車）的鐵路車站。車站編號是OH 55。

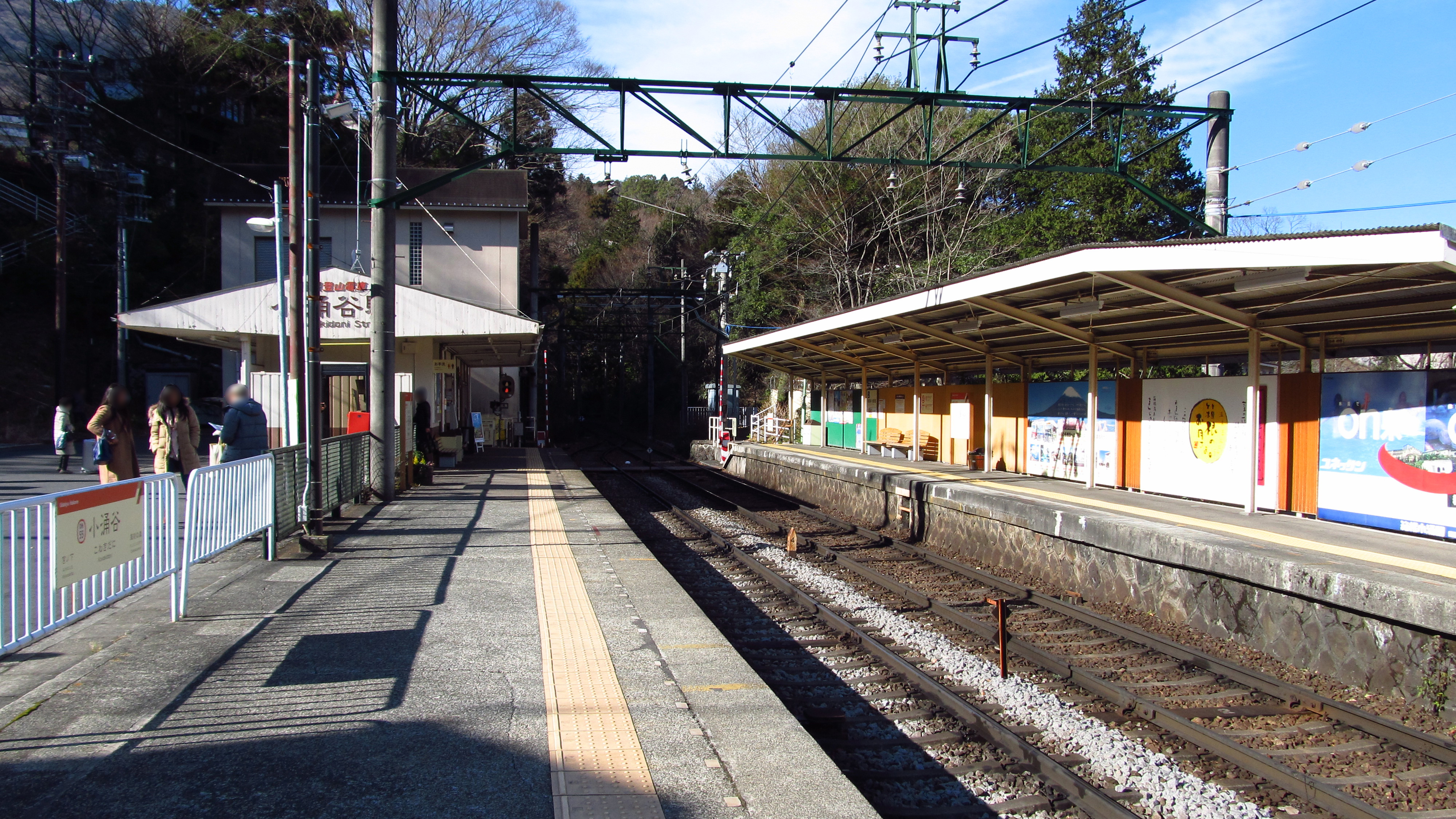
月台（2017年12月）

## 概要
此站的原來高度為535米，2013年經過再刻度後，高度更正為523米。站名的讀法是，但是所在地的地名卻讀作。

## 車站結構
本站的站房為單層的木製站房，位於1號月台末端向雕刻之森站方向。左側為站務室、自動售票機及服務櫃位，外圍設有及儲物櫃。右側為站內洗手間。本站設有側式月台2座，有效長度為3輛。為平日固定時間表班次中的交會車站，因此月台採用固定形式，下行往強羅方向使用1號月台；上行往箱根湯本使用2號月台，月台間以向雕刻之森站方向的平交道連接。
月台設施上，兩邊月台均只設有少量的候車座椅。2號月台擁有較長的上蓋，約2節車廂長度；1號月台只靠從站舍伸延出來的屋簷作為上蓋，長度亦只有1輛。

### 月台配置
| 月台 | 路線         | 方向 | 目的地               | 備註                       |
| ---- | ------------ | ---- | -------------------- | -------------------------- |
| 1    | 箱根登山電車 | 下行 | 強羅、早雲山方向     | 早雲山方向需在強羅轉乘     |
| 2    | 箱根登山電車 | 上行 | 箱根湯本、小田原方向 | 小田原方向需在箱根湯本轉乘 |

## 歷史
- 1919年6月1日 開業。

## 使用情況
| 年度   | 1日平均乗車人數 |
| ------ | --------------- |
| 1998年 | 271             |
| 1999年 | 244             |
| 2000年 | 269             |
| 2001年 | 288             |
| 2002年 | 260             |
| 2003年 | 263             |
| 2004年 | 276             |
| 2005年 | 253             |
| 2006年 | 311             |
| 2007年 | 299             |
| 2008年 | 325             |

## 車站周邊
- 箱根小涌園
- 小涌谷温泉

### 巴士路線
- 小涌谷站
  - 箱根登山巴士、伊豆箱根鐵道
  - 西方向
    - 箱根町（經小涌園、元箱根港） （箱根登山） ※平日1班經蘆之湯舊道
    - 關所跡、箱根町（經小涌園、元箱根） （伊豆箱根）※1日1班經湯之花酒店
    - 箱根園（經小涌園、元箱根） （伊豆箱根） ※1日2班
    - 湖尻･箱根園（經小涌園、早雲山） （伊豆箱根） ※日間經大涌谷

  - 東方向
    - 小田原站東口（經宮之下、湯本站） （箱根登山）
    - 小田原站東口（經宮之下、湯本站） （伊豆箱根）
    - 湯本站（經宮之下） （箱根登山）

## 軼事
每年1月2日及3日舉行的「東京箱根間往復大學驛傳競走」（箱根驛傳），會途經現時比賽路線唯一的鐵路平交道「小涌谷踏切」，比賽期間，平交道的警告裝置會暫時停止運作，鐵路公司亦會派職員於路口站崗及改以人手控制閉塞區域，所有列車在該段路段均需暫時減慢車速，並且在路口前強制運轉停車，待職員旗號示意後才獲准通行。

## 相鄰車站
小田急箱根
 鐵道線（箱根登山電車）
宮之下（OH 54）－小涌谷（OH 55）－雕刻之森（OH 56）

## 外部連結
- 小涌谷站 （页面存档备份，存于） - 小田急箱根